# Luigi Macario
Luigi Macario (Andezeno, 6 settembre 1920 – Roma, 2 maggio 1994) è stato un sindacalista e politico italiano.

## Biografia
È stato già attivo nella ricostruzione del sindacalismo italiano e nel processo che porterà alla formazione della Cisl (1950), dopo la rottura della Cgil unitaria. Alla metà degli anni cinquanta è stato eletto nella segreteria nazionale della Cisl, dove si è occupato in particolare delle politiche organizzative.
Nel 1963 è stato eletto segretario generale della Fim-Cisl, segnando un momento di profonda innovazione politica e culturale. Nel 1971 è tornato in segreteria confederale. Si è battuto per l'unità e l'autonomia del sindacato e, insieme ad altri dirigenti della Cisl, è stato tra i principali esponenti del gruppo di cattolici che hanno preso pubblica posizione per il "no" all'abrogazione della legge sul divorzio nel referendum del 1974.
A capo della componente della Cisl che vince il congresso confederale del 1977, è diventato segretario generale, affiancato da Pierre Carniti come segretario generale aggiunto.
Nel 1979 ha lasciato la Cisl e ha accettato la candidatura al Senato che gli era stata offerta dalla Democrazia Cristiana, venendo eletto; successivamente è stato eletto deputato nella prima legislatura del Parlamento europeo, nelle file del Partito Popolare Europeo, dove ha affermato le proprie posizioni (ad esempio sulla riduzione dell'orario di lavoro, portata avanti dai socialisti europei) anche in contrasto con la linea dello schieramento di appartenenza.